# Call of Duty 3
(Tagline del gioco)
Call of Duty 3 è un videogioco sparatutto in prima persona del 2006, sviluppato da Treyarch e pubblicato da Activision per PlayStation 2, PlayStation 3, Xbox, Xbox 360 e Nintendo Wii. Si tratta del terzo capitolo principale della celebre saga di Call of Duty.
Il gioco riprende la trama dei capitoli precedenti, ma a differenza di questi ultimi è ambientato nel 1944 durante la battaglia di Normandia.

## Sinossi

### Ambientazione
La seconda guerra mondiale volge ormai verso il suo epilogo e le truppe alleate sono pronte a liberare la Francia; dopo essere penetrate in terra gallica grazie all'operazione Overlord, cercano di sfondare le linee difensive tedesche raggruppatesi in seguito alla veloce ritirata dalla Normandia. Un unico problema ostacola il sogno di milioni di francesi: la sacca di Falaise, la linea difensiva attuata dai tedeschi per contrastare l'avanzata degli alleati.
Nel gioco si vestono i panni di John Nichols (americano), James Doyle (inglese), Joe Cole (canadese) e Bohather Wojciech (polacco).

### Capitoli
| #   | Titolo                      | Data           | Luogo          | Soldato          |
| --- | --------------------------- | -------------- | -------------- | ---------------- |
| 1°  | Saint-Lô                    | 19 luglio 1944 | Saint-Lô       | John Nichols     |
| 2°  | L'isola                     | 26 luglio 1944 | Saint-Germain  | John Nichols     |
| 3°  | Il lancio notturno          | 22 luglio 1944 | Toucy          | James Doyle      |
| 4°  | Il ponte sulla Mayenne      | 29 luglio 1944 | Mayenne        | John Nichols     |
| 5°  | La strada per Falaise       | 1º agosto 1944 | Tilly-Campagne | Joe Cole         |
| 6°  | Lo stabilimento petrolifero | 9 agosto 1944  | Autun          | James Doyle      |
| 7°  | Il Barone Nero              | 8 agosto 1944  | Saint-Agnan    | Bohater Wojciech |
| 8°  | La foresta                  | 11 agosto 1944 | Écrouves       | John Nichols     |
| 9°  | Il fiume Laison             | 10 agosto 1944 | Maizières      | Joe Cole         |
| 10° | Gli incroci                 | 18 agosto 1944 | Saint-Léonard  | John Nichols     |
| 11° | L'ostaggio                  | 20 agosto 1944 | Les Ormes      | James Doyle      |
| 12° | Il corridoio della morte    | 20 agosto 1944 | Saint-Lambert  | Joe Cole         |
| 13° | La mazza                    | 20 agosto 1944 | Mont-Ormel     | Bohater Wojciech |
| 14° | Chambois                    | 20 agosto 1944 | Chambois       | John Nichols     |

## Sviluppo
Call of Duty 3 è stato annunciato ufficialmente il 31 maggio 2005, da Activision. In origine doveva essere creato da Infinity Ward, gli sviluppatori del pluripremiato Call of Duty 2. Tuttavia nel maggio 2006, l'amministratore delegato di Activision, Bobby Kotick, annunciò che Call of Duty 3 sarebbe stato sviluppato da Treyarch e che non sarebbe uscito su PC, ma solo su console Sony, Microsoft e Nintendo.
Il gioco fu mostrato ufficialmente all'Electronic Entertainment Expo, l'11 maggio 2006.
Il gioco utilizzava un nuovo tipo di motore grafico che era già stato visto su Call of Duty 2: Big Red One, il "Treyarch NGL". Il motore grafico era tra i più avanzati dell'epoca, e sfruttava effetti di elaborazione particellari unici nel suo genere, in modo da rendere il gioco il più realistico e immersivo possibile, sfruttando anche la profondità di campo nel miglior modo. Furono rivolte molte attenzioni agli effetti dedicati al vento, al movimento dell'erba, all'acqua, alla dilagazione del fumo, e alle esplosioni.
Sulle console next-gen la risoluzione nativa del gioco risultava essere 1040x624 pixel, molto al di sotto dello standard alta definizione, ed utilizzava un MSAA 2x, attivo su entrambe le console, per smussare le scalettature delle immagini. Tuttavia in molti hanno criticato la versione PlayStation 3 del gioco, a causa di un framerate molto altalenante, problemi di texture mapping, ed eccessiva collisione tra i modelli poligonali.
Di contro è stato reso noto che, la versione PlayStation 3 non era stata affatto ottimizzata per il suo tipo di architettura, e per sfruttare quanto più possibile l'elevata tecnologia riposta in essa.

## Accoglienza

### Vendite
Ad appena un mese dall'uscita, Call of Duty 3 ha venduto oltre un milione di copie solamente negli Stati Uniti. Nel febbraio del 2007 il gioco ha raggiunto quota due milioni di copie in terra americana.

### Valutazioni
Call of Duty 3 ha ricevuto ottimi consensi da parte del pubblico e della critica specializzata, tra cui IGN, che ne ha apprezzato la colonna sonora, la grafica e la notevole immersività.